# Tamale
Tamale, tiếng Tây Ban Nha: tamal, là món ăn truyền thống của vùng Trung Bộ châu Mỹ, được làm từ một loại bột ngô có tên là masa. Bánh được bọc trong vỏ bắp ngô hoặc lá chuối, sau đó đem hấp. Khi ăn, có thể dùng phần vỏ làm khay đựng hoặc bỏ đi. Ngoài masa, bánh có thể có thêm thịt, pho mát, rau, hoa quả, ớt, phần nước luộc và nhân bánh có thể được tẩm gia vị trước. 
Tamale là phiên bản Anh hoá của từ gốc tiếng Tây Ban Nha tamal (số nhiều: tamales). Tamal bắt nguồn từ tiếng Nahuatl tamalli.